# Adele Younghusband

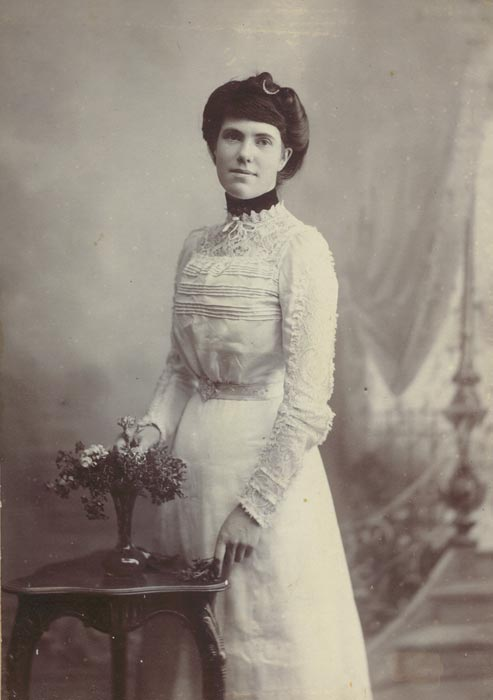
Adele Younghusband
(um 1900)

Adela Mary Younghusband, in der Öffentlichkeit als Adele Younghusband bekannt, (* 3. April 1878 in Te Awamutu, Waikato, Neuseeland; † 3. April 1969 in Auckland, Neuseeland) war eine neuseeländische Malerin und Fotografin.

## Leben
Adela Mary Roche wurde am 3. April 1878 in Te Awamutu, Waikato als zweites Kind der Eheleute Emily Adela Malcolm und dem aus Irland stammenden Hungerford Roche geboren. Ihr Vater war Farmer und Lokalpolitiker. Ihre Tante, Fanny Osborne, war eine in Neuseeland bekannte Illustratorin neuseeländischer Pflanzen. Adele, wie sie genannt werden wollte, wuchs in Paterangi, rund 8 km nordwestlich von Te Awamutu auf. Ihr künstlerisches Talent blieb niemanden verborgen und so bestand sie entgegen dem Willen ihrer Familie darauf das Handwerk der Fotografie zu lernen. Sie arbeitete folglich als Retuscheurin in Hamilton und ging danach nach Gisborne, wo sie ihren Mann Frank Younghusband, einen Lebensmittelhändler, kennen lernte.
Am 1. August 1905 heirateten sie in Christchurch und lebten zunächst in Hamilton und dann später in Auckland, wo sie weiterhin malte und zeichnete und im Jahr 1909 Mitglied der Auckland Society of Arts wurde. 1917 trennte sie sich von ihrem Mann, mit dem sie zwei Söhne und eine Tochter hatte. Sie unterrichtete eine Zeitlang Kunst in Hamilton und übernahm 1919 das Fotostudio von Ernest de Tourret in Whangārei, wo sie sich als erfolgreiche Porträtfotografin etablieren konnte. 1921 gründete sie zusammen mit dem Künstler und Fotografen George Woolley die Art Studios in der Stadt und halfen beide bei der Gründung der Whangarei Art and Literary Society deren Sekretärin sie wurde. 1924 verstarb ihre Tochter, gab drei Jahre später ihre Partnerschaft mit George Woolley auf und zog nach Dargaville. 1930 eröffnete sie ein Fotostudio in Devonport und nach einer kurzen Zeit in Tauranga kehrte sie im Jahr 1934 nach Hamilton zurück. Dort gründete zusammen mit Ida Carey die Waikato Society of Arts und vertrat die Organisation in der Association of New Zealand Art Societies.
1937 reiste Adele Younghusband nach Australien und studierte bei [[George Bell (Maler)|George Bell]] in Melbourne. Auch stellte sie einige ihrer Werke in Australien aus. 1940 kehrte sie zurück nach Hamilton und unterrichtete Kunst. 1941 folgte eine Ausstellung in Auckland, die für sie erfolgreich war. Einige Jahre später zog sie nach Panmure, einem Stadtteil im Osten von Auckland, schuf sich ein Atelier zum Arbeiten, gründete 1952 die Phoenix Group, gefolgt von 1957 die Studio Art Group und stellte ihre Werke bis Mitte der 1960er Jahre aus.
1964 wurde Adele Younghusband aufgrund ihrer Verdienste von der Waikato Society of Arts zum Mitglied auf Lebenszeit ernannt. Der Stadt Whangarei weiterhin sehr eng verbunden, schenkte sie eine Sammlung ihrer Werke.
Adele Younghusband verstarb am 3. April 1969 in Auckland an ihrem 91. Geburtstag.